# Long Way Down (Kiss)
Long Way Down è un singolo della band hard rock Kiss, estratto dall'album Monster del 2012. La canzone fu scritta da Paul Stanley e Tommy Thayer e prodotta dal primo. Questo fu il secondo ed ultimo singolo estratto dall'album.
Fu trasmesso in radio il 23 ottobre 2012.

## Il brano e la critica
La canzone fu identificata come  pop rock.
Brett Weiss, nella sua Encyclopedia of Kiss, definisce questa canzone come: "Una delle numerose canzoni belle, ma alla fine dimenticabili di Monster." 
Nota anche che la canzone è: "Una delle tante canzoni dei Kiss in cui la band (Paul Stanley in questo caso) menziona una ragazza (una zingara in questo caso) che mette in ginocchio un ragazzo." 
Billy Dukes nella sua recensione su Ultimate Classic Rock descrive questo brano come una "canzone  rock carnosa" e osserva che "con un riff di chitarra grande e muscoloso e un messaggio in faccia" potrebbe adattarsi a molti album del passato della band." Gli ricorda Out On The Tiles dei Led Zeppelin e Buick Mackane dei T. Rex. Aggiunge anche che la sua "melodia sottile e le chitarre elettriche urlanti" la rendono probabilmente "molto Van Halen". Conclude la sua recensione dicendo che con. Long Way Down: "I Kiss riaffermano, piuttosto che espandere, il loro marchio" e che la canzone è: "più che sufficiente per dimostrare che mentre si avvicinano ai 40 anni insieme, valgono ancora il prezzo del biglietto", ma comunque "non è il successo che convincerà coloro che li tengono fuori dalla Rock And Roll Hall Of Fame a cambiare il loro voto".

## Vendite
La canzone ha raggiunto il numero 25 della Heritage Rock Chart per Billboard.

## Tracce
- Lato A: Long Way Down
- Lato B: All for the Love of Rock & Roll

### Tracce digitali
Singolo digitale promozionale di Simstan Music Ltd. (Universal Music Group).
- Long Way Down (3:51)[4]
- All for the Love of Rock & Roll (3:21)[1][5]

## Formazione
- Paul Stanley - chitarra ritmica, coro
- Gene Simmons - basso, coro
- Tommy Thayer - chitarra solista, coro
- Eric Singer - batteria, coro